# Al Bianchi
Alfred A. "Al" Bianchi (Queens, Nueva York, 26 de marzo de 1932-Phoenix, 28 de octubre de 2019) fue un jugador y entrenador de baloncesto estadounidense que jugó diez temporadas en la NBA, y ejerció como entrenador principal en dicha liga durante dos temporadas, además de otras siete en la ABA. Con 1,90 metros de estatura, lo hacía en la posición de base.

## Trayectoria deportiva

### Universidad
Jugó durante cuatro temporadas con los State de la Universidad Estatal de Bowling Green, en las que promedió 19,3 puntos por partido. LLegó a ser el máximo anotador histórico de su universidad, consiguiendo su mejor actuación en un partido ante Western Michigan, en el que anotó 42 puntos.

### Profesional
Fue elegido en la decimoctava posición del Draft de la NBA de 1954 por Minneapolis Lakers, pero no llegó a ser incluido en la plantilla, no siendo hasta la temporada 1956-57 cuando hiciera su debut en la liga con los Syracuse Nationals. Allí se alternó con Bob Harrison en las funciones de base, promediando en su primera temporada 8,3 puntos y 3,3 rebotes por partido.
Su mejor temporada con los Nats sería la 1961-62, en la que promedió 10,3 puntos, 3,5 rebotes y 3,3 asistencias por partido. En 1963 el equipo se trasladó a Filadelfia, convirtiéndose en los Philadelphia 76ers, y allí Bianchi jugó tres temporadas más, hasta que en 1966 no fue protegido por su equipo en el draft de expansión por la llegada de nuevas franquicias a la liga, siendo elegido por Chicago Bulls, pero acabó retirándose como jugador y firmando por tres temporadas como entrenador asistente.

### Entrenador
En los Bulls se encontró con su antiguo compañero y amigo Johnny Kerr como entrenador principal, y le propuso ser su asistente. Pero solo pernaneció una temporada, ya que al año siguiente fichó como entrenador principal de la nueva franquicia de los Seattle Supersonics, convirtiéndose en su primer entrenador. En su primera temporada acabó en la quinta posición de la División Oeste, con veintitrés victorias y cincuenta y nueve derrotas, el segundo peor resultado de la liga, superando únicamente a San Diego Rockets. Al año siguiente mejoró un poco su resultado, logrando treinta victorias, pero los Sonics lo relevaron por Lenny Wilkens.
En 1969 dejó de ser el entrenador principal de los Washington Capitols de la ABA, quienes al año siguiente se trasladaron a Norfolk convirtiéndose en los Virginia Squires, donde consiguieron un resultado de cincuenta y cinco victorias y veintinueve derrotas, siendo elegido Entrenador del Año de la ABA.
En 1972 fue elegido entrenador del combinado de la ABA en el All-Star que se disputaba anualmente contra otro de la NBA, perdiendo por 104-102. Esa temporada se incorporó al equipo Julius Erving, convirtiéndose en su primer entrenador profesional. Bianchi permaneció en los Squires hasta el inicio de la temporada 1975-76, cuando tras comenzar la misma con una victoria en sus primeros siete partidos, fue despedido, siendo sustituido por Mack Calvin.
Dos meses después fue fichado como asistente de John MacLeod y ojeador en los Phoenix Suns, puesto que ocupó durante doce temporadas, hasta la 86-87. Al año siguiente fue contratado por los New York Knicks como general manager, cargo que ocupó hasta 1991.
Tras varios años alejado de los banquillos, en 2002 regresó a los Suns como asistente de Frank Johnson.

## Estadísticas de su carrera en la NBA

### Temporada regular
| Temporada | Edad | Equipo             | Liga | P   | TIT | MIN  | TC  | TCA  | %TC  | 3P | 3PA | %3P | TL  | TLA | %TL  | R.OF. | R.DEF. | REB | ASIS | ROB | TAP | PER | FP  | PTS  |
| 1956-57   | 24   | Syracuse Nationals | NBA  | 68  |     | 23.2 | 2.9 | 8.3  | .351 |    |     |     | 2.4 | 3.5 | .690 |       |        | 3.3 | 1.6  |     |     |     | 2.9 | 8.3  |
| 1957-58   | 25   | Syracuse Nationals | NBA  | 69  |     | 20.6 | 3.1 | 9.1  | .344 |    |     |     | 2.0 | 3.0 | .683 |       |        | 3.2 | 1.7  |     |     |     | 2.7 | 8.3  |
| 1958-59   | 26   | Syracuse Nationals | NBA  | 72  |     | 24.7 | 4.0 | 10.5 | .377 |    |     |     | 2.1 | 2.9 | .723 |       |        | 2.8 | 2.2  |     |     |     | 3.6 | 10.0 |
| 1959-60   | 27   | Syracuse Nationals | NBA  | 69  |     | 18.2 | 3.1 | 8.3  | .366 |    |     |     | 1.6 | 2.2 | .703 |       |        | 2.6 | 2.4  |     |     |     | 3.3 | 7.7  |
| 1960-61   | 28   | Syracuse Nationals | NBA  | 52  |     | 12.8 | 2.3 | 6.6  | .345 |    |     |     | 1.2 | 1.7 | .690 |       |        | 2.0 | 1.8  |     |     |     | 2.6 | 5.7  |
| 1961-62   | 29   | Syracuse Nationals | NBA  | 80  |     | 24.1 | 4.2 | 10.6 | .397 |    |     |     | 1.9 | 2.8 | .697 |       |        | 3.5 | 3.3  |     |     |     | 2.9 | 10.3 |
| 1962-63   | 30   | Syracuse Nationals | NBA  | 61  |     | 19.0 | 3.3 | 7.8  | .424 |    |     |     | 2.0 | 2.7 | .732 |       |        | 2.2 | 2.8  |     |     |     | 2.7 | 8.6  |
| 1963-64   | 31   | Philadelphia 76ers | NBA  | 78  |     | 18.4 | 3.3 | 8.8  | .376 |    |     |     | 1.4 | 1.8 | .773 |       |        | 1.9 | 1.9  |     |     |     | 3.2 | 8.0  |
| 1964-65   | 32   | Philadelphia 76ers | NBA  | 60  |     | 18.6 | 2.9 | 8.1  | .360 |    |     |     | 0.9 | 1.3 | .711 |       |        | 1.6 | 2.3  |     |     |     | 3.0 | 6.7  |
| 1965-66   | 33   | Philadelphia 76ers | NBA  | 78  |     | 16.8 | 2.7 | 7.2  | .382 |    |     |     | 0.8 | 1.3 | .673 |       |        | 1.7 | 1.7  |     |     |     | 3.0 | 6.3  |
| Total     |      |                    | NBA  | 687 |     | 19.9 | 3.2 | 8.6  | .374 |    |     |     | 1.6 | 2.3 | .707 |       |        | 2.5 | 2.2  |     |     |     | 3.0 | 8.1  |

### Playoffs
| Temporada | Edad | Equipo             | Liga | P  | MIN  | TCA | TC  | 3PA | 3P | TLA | TL  | R.OF. | REB | ASIS | ROB | TAP | PER | FP  | PTS | %TC  | %3P | %FT  | MIN  | PTS  | REB | AST |
| 1956-57   | 24   | Syracuse Nationals | NBA  | 5  | 97   | 12  | 38  |     |    | 8   | 12  |       | 15  | 8    |     |     |     | 16  | 32  | .316 |     | .667 | 19.4 | 6.4  | 3.0 | 1.6 |
| 1957-58   | 25   | Syracuse Nationals | NBA  | 2  | 37   | 4   | 12  |     |    | 3   | 8   |       | 7   | 2    |     |     |     | 4   | 11  | .333 |     | .375 | 18.5 | 5.5  | 3.5 | 1.0 |
| 1958-59   | 26   | Syracuse Nationals | NBA  | 9  | 192  | 34  | 74  |     |    | 14  | 22  |       | 29  | 25   |     |     |     | 41  | 82  | .459 |     | .636 | 21.3 | 9.1  | 3.2 | 2.8 |
| 1959-60   | 27   | Syracuse Nationals | NBA  | 2  | 18   | 0   | 8   |     |    | 0   | 0   |       | 3   | 3    |     |     |     | 2   | 0   | .000 |     |      | 9.0  | 0.0  | 1.5 | 1.5 |
| 1960-61   | 28   | Syracuse Nationals | NBA  | 7  | 90   | 17  | 46  |     |    | 8   | 9   |       | 7   | 5    |     |     |     | 20  | 42  | .370 |     | .889 | 12.9 | 6.0  | 1.0 | 0.7 |
| 1961-62   | 29   | Syracuse Nationals | NBA  | 5  | 184  | 27  | 69  |     |    | 17  | 20  |       | 26  | 18   |     |     |     | 17  | 71  | .391 |     | .850 | 36.8 | 14.2 | 5.2 | 3.6 |
| 1962-63   | 30   | Syracuse Nationals | NBA  | 5  | 77   | 15  | 34  |     |    | 4   | 7   |       | 8   | 2    |     |     |     | 17  | 34  | .441 |     | .571 | 15.4 | 6.8  | 1.6 | 0.4 |
| 1963-64   | 31   | Philadelphia 76ers | NBA  | 5  | 68   | 12  | 29  |     |    | 3   | 4   |       | 4   | 4    |     |     |     | 12  | 27  | .414 |     | .750 | 13.6 | 5.4  | 0.8 | 0.8 |
| 1964-65   | 32   | Philadelphia 76ers | NBA  | 11 | 308  | 45  | 118 |     |    | 14  | 21  |       | 16  | 30   |     |     |     | 45  | 104 | .381 |     | .667 | 28.0 | 9.5  | 1.5 | 2.7 |
| 1965-66   | 33   | Philadelphia 76ers | NBA  | 5  | 64   | 18  | 43  |     |    | 9   | 12  |       | 10  | 4    |     |     |     | 19  | 45  | .419 |     | .750 | 12.8 | 9.0  | 2.0 | 0.8 |
| Total     |      |                    | NBA  | 56 | 1135 | 184 | 471 |     |    | 80  | 115 |       | 125 | 101  |     |     |     | 193 | 448 | .391 |     | .696 | 20.3 | 8.0  | 2.2 | 1.8 |